# Orselina
Orselina é uma comuna da Suíça, no Cantão Tessino, com cerca de 746 habitantes. Estende-se por uma área de 1,94 km², de densidade populacional de 385 hab/km². Confina com as seguintes comunas: Avegno, Locarno, Minusio, Muralto.
A língua oficial nesta comuna é o Italiano.